# Ostrov (Benešov)
Ostrov é uma comuna checa localizada na região da Boêmia Central, distrito de Benešov.